# Aliwal
Aliwal – wieś w Indiach, położona w stanie Pendżab nad rzeką Satledź, gdzie podczas pierwszej wojny pomiędzy Wielką Brytanią i Sikhami w roku 1846, sir Harry Smith odniósł spektakularne zwycięstwo nad przeważającymi siłami Sikhów.
W 2011 roku w Aliwal mieszkało 359 osób. 46,2% z nich to kobiety.